# Coleophora dianthi
Coleophora dianthi é uma espécie de mariposa do gênero Coleophora pertencente à família Coleophoridae.